# Hadena loudeti
Hadena loudeti là một loài bướm đêm trong họ Noctuidae.